# Alopecosa kungurica
Alopecosa kungurica är en spindelart som beskrevs av Sergei L. Esyunin 1996. Alopecosa kungurica ingår i släktet Alopecosa och familjen vargspindlar. Inga underarter finns listade i Catalogue of Life.